# Vomissement fécaloïde
Un vomissement fécaloïde (ou vomissement fécal, parfois dit « purée de poix ») désigne un vomissement dont l'aspect et l'odeur rappellent les matières fécales. Ils sont dus à une remontée pathologique de sécrétions de l'intestin dans l'estomac.

## Causes
Cette remontée anormale peut être causé par une occlusion intestinale ou une fistule gastro-colique. Les causes peuvent également être infectieuses,.